# 1er régiment de chasseurs à cheval du Roi
Pour les articles homonymes, voir 1er régiment.
Le 1er régiment de chasseurs à cheval du Roi est une unité de cavalerie de l'armée prussienne. Les chasseurs à cheval sont des unités de la cavalerie légère qui sont principalement utilisées pour des tâches de reconnaissance et de sécurité.

## Organisation en 1914
- 5e corps d'armée à Posen

Général commandant : General der Infanterie Hermann von Strantz
- 10e division d'infanterie à Posen

Commandant : Lieutenant-général Robert Kosch
- 10e brigade de cavalerie (de) à Posen

Commandant : Général de division Eduard Neven Du Mont

## Histoire
Par l'ordre du cabinet le plus élevé (AKO) du 25 mars 1901, un "régiment combiné de chasseurs à cheval" est mis sur pied à partir du 1er octobre 1901 (jour de la fondation). Comme le 2e régiment de hussards, stationné jusqu'alors à Posen, a été transféré à Dantzig, il apparut nécessaire de créer un nouveau régiment de cavalerie à Poznań.
À cet effet, les cinq escadrons de cavaliers de transmission des 2e, 3e, 4e, 5e et 6e corps d'armée sont regroupés à Posen en un régiment et installés dans l'ancienne caserne des hussards. Le premier commandant du régiment est le major Gustav von Hollen du 6e régiment de cuirassiers. Pour la formation du régiment (ou des détachements de cavaliers de transmission précédents), le personnel, les chevaux et le matériel sont extraits sur 17 régiments de dragons, 14 de hussards et 11 d'uhlans. Jusqu'à la détermination d'un nouvel uniforme et jusqu'à l'achèvement de l'habillage (les anciens dragons, uhlans et hussards portent jusqu'alors leur uniforme d'origine, ce qui nuit à l'aspect uniforme), on écrit l'année 1905.
Après que le Reichstag a approuvé la formation de trois régiments de chasseurs à cheval la même année, le régiment est inclus dans la liste de l'armée sous le nom de 1er régiment de chasseurs à cheval. Le 9 août 1905, l'empereur Guillaume II, roi de Prusse en union personnelle, se nomme commandant du régiment, après quoi celui-ci reçoit la désignation officielle 1er régiment de chasseurs à cheval du Roi et la signature royale avec couronne est attachée à la bandoulière et le cartouche.

### Première Guerre mondiale
Au début de la guerre, le régiment est directement affecté à des missions de sécurisation des frontières à l'est, mais dès la mi-août, il est transféré à la 5e armée sur le front occidental. D'octobre 1914 à octobre 1916, le régiment est chargé de la sécurisation de la zone arrière dans le secteur de la 33e division de réserve sur l'Orne. Dès le printemps 1915, le 4e escadron a été détaché de la formation régimentaire et engagé auprès de la 119e division d'infanterie comme cavalerie divisionnaire. En automne 1916, l'unité régimentaire est temporairement dissoute et les différents escadrons furent également utilisés comme cavalerie divisionnaire dans des missions de sécurisation des zones arrière.

### Après-guerre
Après la fin de la guerre, le régiment retourne à Posen à Noël 1918 et est démobilisé en 1919.
Il conserve son statut de régiment de cavalerie jusqu'à sa dissolution.
Un peloton est constitué de volontaires pour protéger la frontière en Haute-Silésie.
La tradition est reprise dans la Reichswehr par l'escadron d'entraînement du 10e régiment (prussien) de cavalerie à Züllichau.

## Commandants
| Grade                | Nom                                | Début             | Fin               |
| -------------------- | ---------------------------------- | ----------------- | ----------------- |
| Oberstleutnant       | Gustav von Hollen                  | 01er avril 1905   | 05 mars 1908      |
| Oberstleutnant       | Albert von Mutius                  | 06 mars 1908      | 21 mars 1910      |
| Oberstleutnant       | Viktor von Rosenberg-Lipinski (de) | 22 mars 1910      | 29 juin 1914      |
| Major/Oberstleutnant | Otto zu Solms-Wildenfels           | 30 juin 1914      | 17 septembre 1918 |
| Major                | Kraft von Elern                    | 18 septembre 1918 | 1919              |

## Uniforme

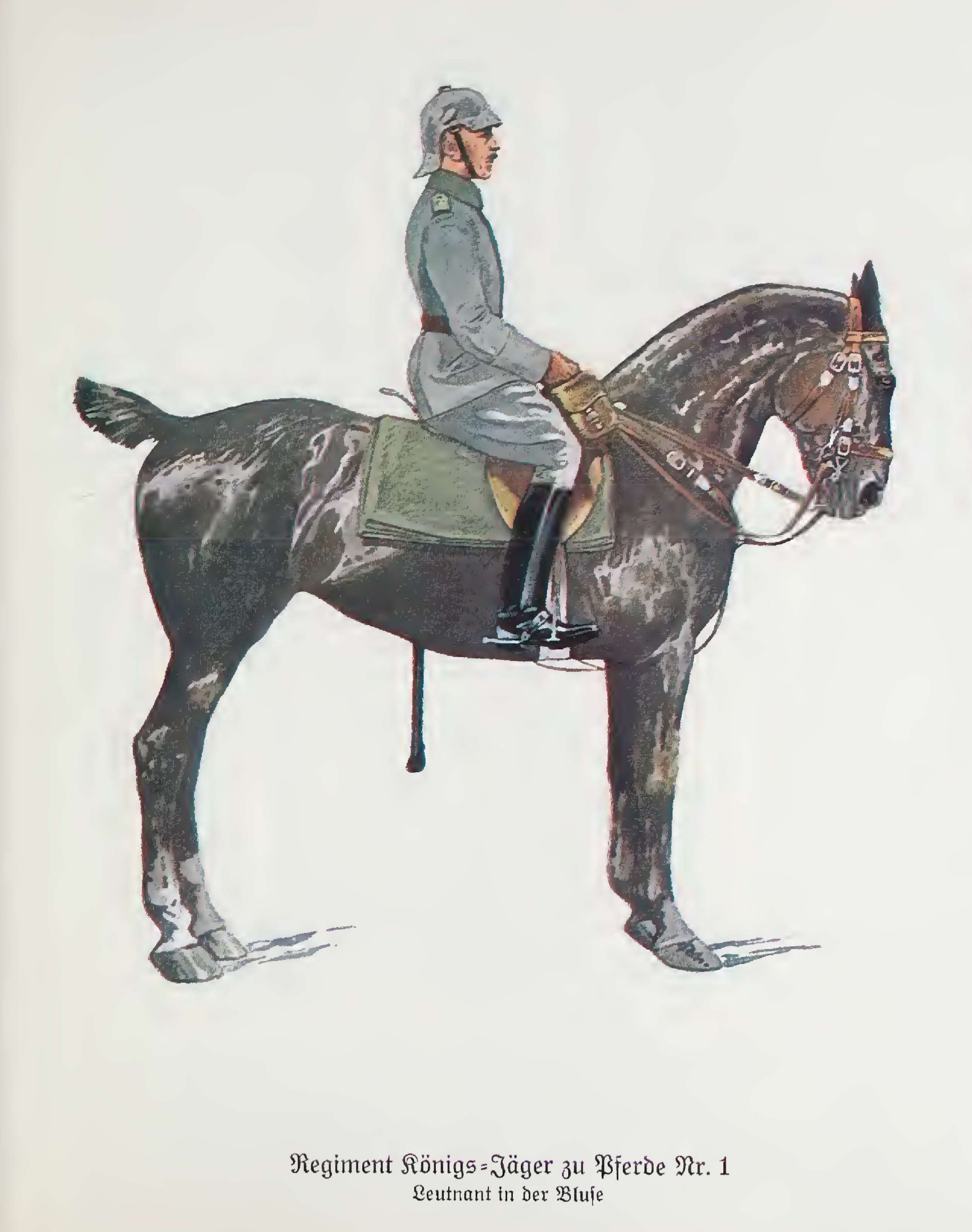
Lieutenant de régiment en uniforme gris de campagne (1915)

Même modèle que les cuirassiers, mais avec les modifications suivantes :
- Tunique col gris-vert (de 1910) à revers suédois, revers et toutes parements vert clair, épaulettes mais parements en blanc comme la couleur de l'insigne. Des bordures vert clair couraient autour du col et des poignets, qui avaient une large bande centrale et des bandes étroites sur les bords de la même couleur que l'insigne. Pour les officiers, la garniture consistait en une tresse dorée ou argentée avec des bandes de bord étroites de la couleur de l'insigne.

Casquette de terrain : de couleur gris-vert avec des bandes décoratives vert clair et un passepoil blanc
- Casque : Semblable au casque de cuirassier, en tôle d'acier noircie avec aigle dragon. Bords avec rails de bordure en nickel-argent. Astuce comme un casque de dragon avec une attache en forme de trèfle. (Officiers à visière cannelée comme les officiers cuirassiers. ) Écailles tombac arquées.
- Bottes cuirassier en cuir marron naturel
- Lance drapeau blanc et noir